# Office of Intelligence and Analysis (US-Finanzministerium)
Das Office of Intelligence and Analysis (OIA; deutsch Amt für Nachrichtendienstinformation und Analyse) ist der Nachrichtendienst des Department of the Treasury (Schatzamt, gemeint: Finanzministerium) der USA. Das OIA ist Teil des Office of Terrorism and Financial Intelligence (TFI), (Büro des Nachrichtendienstes für Terrorismus und Finanzen).

## Auftrag
Die gegenwärtige Rechtsgrundlage des OIA ist der Intelligence Authorization Act for Fiscal Year 2004. Danach ist das OIA verantwortlich für den Empfang, die Analyse, die Zusammenschau und die Verteilung von nachrichtendienstlichen Informationen, die für die die Arbeit und den Verantwortungsbereich des US-Finanzministeriums erforderlich sind. Das OIA soll das Department of the Treasury unterstützen bei der Ausarbeitung und Durchführung seiner Politik.
Hierbei ist Hauptziel die Erhaltung der Sicherheit des Finanzsystems der USA und die Abwehr von Gefahren für die nationale Sicherheit durch finanzielle Aktivitäten. Prioritäten sind dabei Informationen über die Finanzierung des Terrorismus, die Verbreitung von ABC-Waffen, die Finanzen von Unrechtsregimen und Informationen über Geldwäsche und Drogengelder.
Weiteres Ziel ist die zeitnahe, genaue und zielgerichtete Unterstützung mit Nachrichtenmaterial in gesamten Bereich der Wirtschaft, Politik und Sicherheit, soweit Finanzfragen betroffen sind.

## Geschichte
Als Victor Marchetti und John D. Marks 1974 ihr Enthüllungsbuch „CIA“ veröffentlichen war das Office of Intelligence mit 300 Agenten des Finanzministeriums und mit 10 Millionen Dollar Budget der kleinste US-Geheimdienst. (Überblick im Artikel Air Intelligence Agency, dem damals größten US-Geheimdienst).

## Nachrichtenquellen und Einbindung
Als Mitträger wichtiger internationaler Finanzinstitutionen hat das Department of Treasury unmittelbaren Zugang zu vielen Informationen, die die OIA für Analysen nutzen kann, so z. B. auf SWIFT. Im Hinblick auf die Wichtigkeit des US-Marktes besteht auch ein starker Druck auf ausländische Banken, gegebenenfalls gewünschte Informationen nicht zu verweigern. Unter den anderen Nachrichtendiensten der USA ist vor allem die National Security Agency (NSA) (deutsch: Nationale Sicherheitsbehörde), die für die weltweite Überwachung und Entschlüsselung von elektronischer Kommunikation zuständig ist, der wichtigste Nachrichtenlieferant.

## Quelle
- Victor Marchetti, John D. Marks: CIA. Wilhelm Heyne Verlag, München 1976, ISBN 3-453-00548-1, S. 118–129 (Heyne-Bücher. 7016 Heyne-Sachbuch).